# Přednádraží (Ostrava)
Přednádraží je ulice a zaniklá dělnická kolonie v ostravské čtvrti Přívoz v  městském obvodu Moravská Ostrava a Přívoz. Původně dělnická kolonie se postupně proměnila v romské ghetto, v němž se odehrály protesty a konflikty vzniklé v souvislosti s havarijním stavem domů v ulici a vystěhováním nájemníků. Kolonie byla zbořena v lednu 2019.
Lokalitou procházející ulice Přednádraží je na severním konci napojena na ulici Palackého, po které je vedena také městská hromadná doprava. Na jižním konci navazuje na ulici Na Náspu.

## Historie

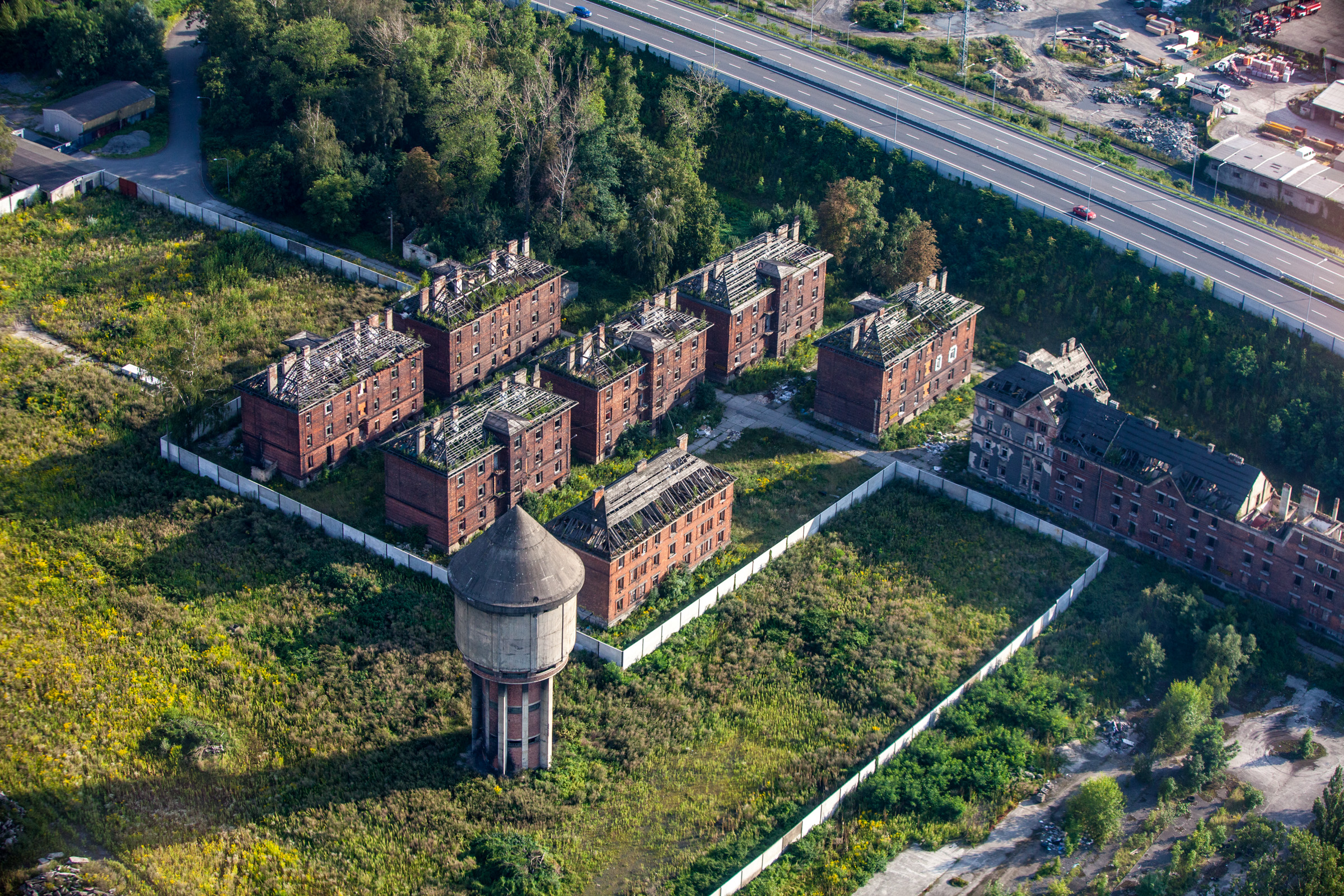
Opuštěné budovy poblíž železniční tratě

Domy z červených cihel v Přednádraží postavila v roce 1910 pro své zaměstnance rakousko-uherská státní železnice. Největší rozvoj zažila lokalita ve 20. a 30. letech 20. století. Obyvatelstvo bylo tehdy tvořeno ze dvou třetin Čechy a z jedné třetiny Němci nebo německy mluvícími. V šedesátých letech 20. století nastal v souvislosti s průmyslovým rozvojem Ostravy příliv pracovníků z jiných částí Československa, do ulice se přistěhovali mimo jiné slovenští Romové a Maďaři.
Výrazným zásahem byla povodeň v roce 1997, která zasáhla také okolní Přívoz a ulici Přednádraží. Do poškozených domů se stěhovali například Romové z domů na ulici Stodolní, která se začala měnit na zábavní čtvrt. Na přelomu tisíciletí se dosavadní vlastník České dráhy rozhodl poškozené domy prodat. Domy byly i přes protesty sociálních pracovníků v roce 2009 prodány realitní kanceláři Toba Trade. Toba Trade domy po půl roce prodala novému majiteli Oldřichu Roztočilovi. Změny vlastníků a rychlejší střídání nájemníků vyústily v rabování a rozkrádání částí domů. V roce 2010 v ulici Přednádraží poprvé praskla kanalizace poškozená povodněmi v roce 1997, o rok později se v ulici rozšířila žloutenka.
V červenci 2012 byla v domech v ulici zastavena dodávka vody z důvodu vysokého počtu lidí, kteří za ni neplatili, což vyústilo v protesty těch obyvatel, kteří za vodu platili. V dalších dnech stavební úřad části Moravská Ostrava a Přívoz rozhodl o vystěhování domů, neboť byly podle něho neobyvatelné. Z původních 400 obyvatel odešly dvě třetiny bydlet na ubytovny v různých částech Ostravy. Zbývající část obyvatel podporovaná sociálními pracovníky a aktivisty v domech dočasně zůstala. V roce 2013 se však i zbývající obyvatelé odstěhovali a ulice je od té doby neobydlená. V roce 2015 koupily pozemky Ostravské opravny a strojírny, které oznámily záměr celkové demolice zchátralých domů a rozšíření průmyslové výroby do této oblasti. V stejném roce byla lokalita odříznuta ze západní strany dálničním přivaděčem, z jižní strany tvořil hranici průmyslový areál. Kolonie byla zbourána počátkem roku 2019.

## Význam
Podle historika Martina Jemelky bylo Přednádraží unikátní v tom, že si jako dělnická kolonie zachovalo městský charakter, zatímco jiné hornické kolonie se blížily svou podobou spíše vesnicím.